# Martin Dada Abejide Olorunmolu
Martin Dada Abejide Olorunmolu (ur. 30 sierpnia 1948 w Ogiri-Kabba) – nigeryjski duchowny rzymskokatolicki, od 2006 biskup Lokoja.

## Życiorys
Święcenia kapłańskie przyjął 23 grudnia 1978 i został inkardynowany do diecezji Lokoja. Pracował głównie jako duszpasterz parafialny, był także m.in. kapelanem wojskowym (1980-1983) oraz wykładowcą instytutu w Port-Harcourt.
11 listopada 2005 papież Benedykt XVI mianował go biskupem rodzinnej diecezji. Sakry biskupiej udzielił mu trzy miesiące później abp John Onaiyekan.